# Chang Heng (månkrater)
Chang Heng är en 42 km stor nedslagskrater på månens baksida. Chang Heng har fått sitt namn efter den kinesiske astronomen och matematikern Zhang Heng.

## Satellitkratrar
| Chang Heng | Latitud | Longitud | Diameter |
| ---------- | ------- | -------- | -------- |
| C          | 20.4° S | 114.0° Ö | 25 km    |